# Ängshavren
Ängshavren (Helictotrichon) är ett släkte fleråriga tuvade gräs. Blommorna sitter på långa, styva och bladlösa strån. Släktet omfattar cirka 100 arter, varav två (luddhavre och ängshavre) växer vilt i Sverige.

## Bildgalleri

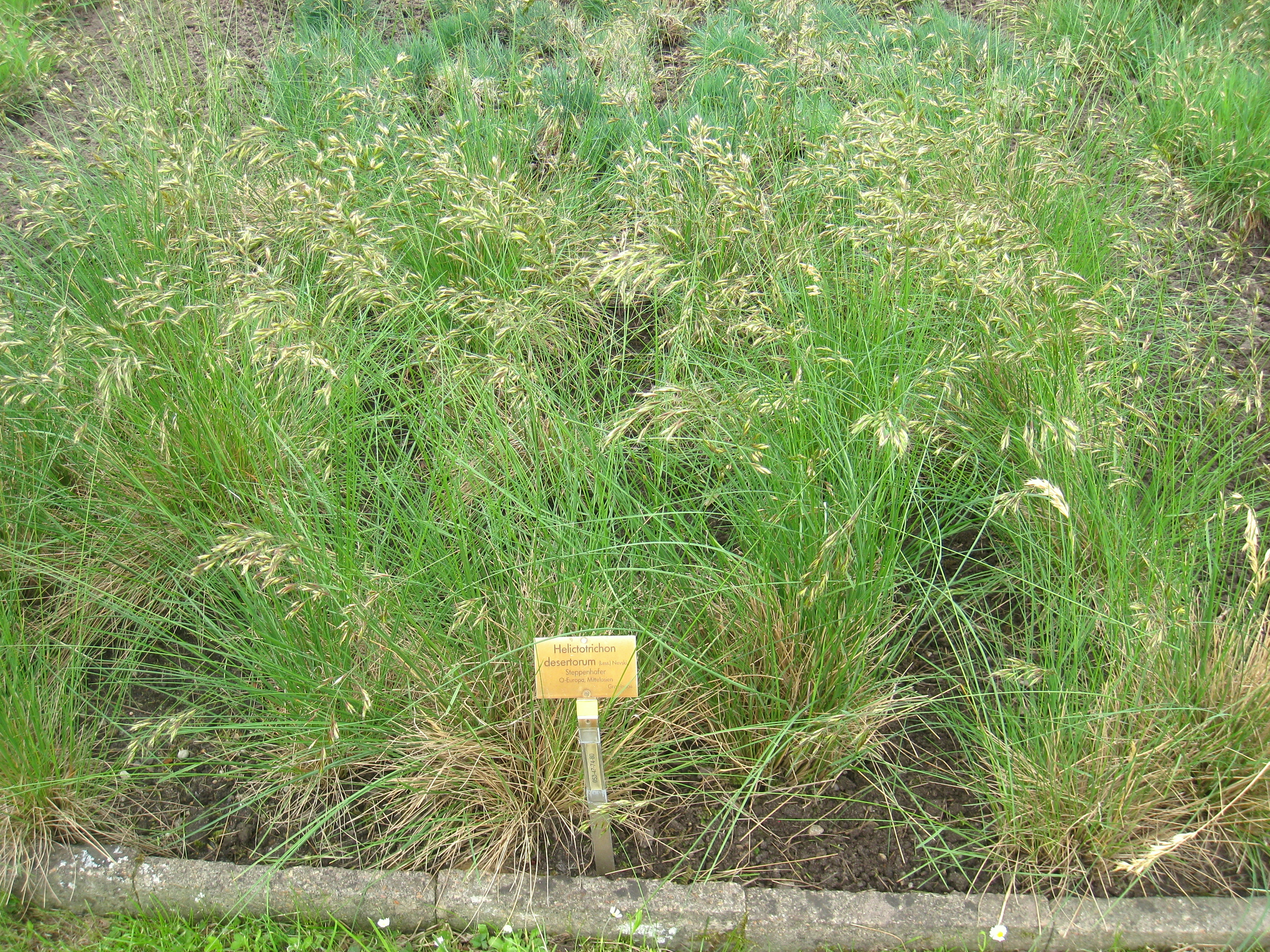
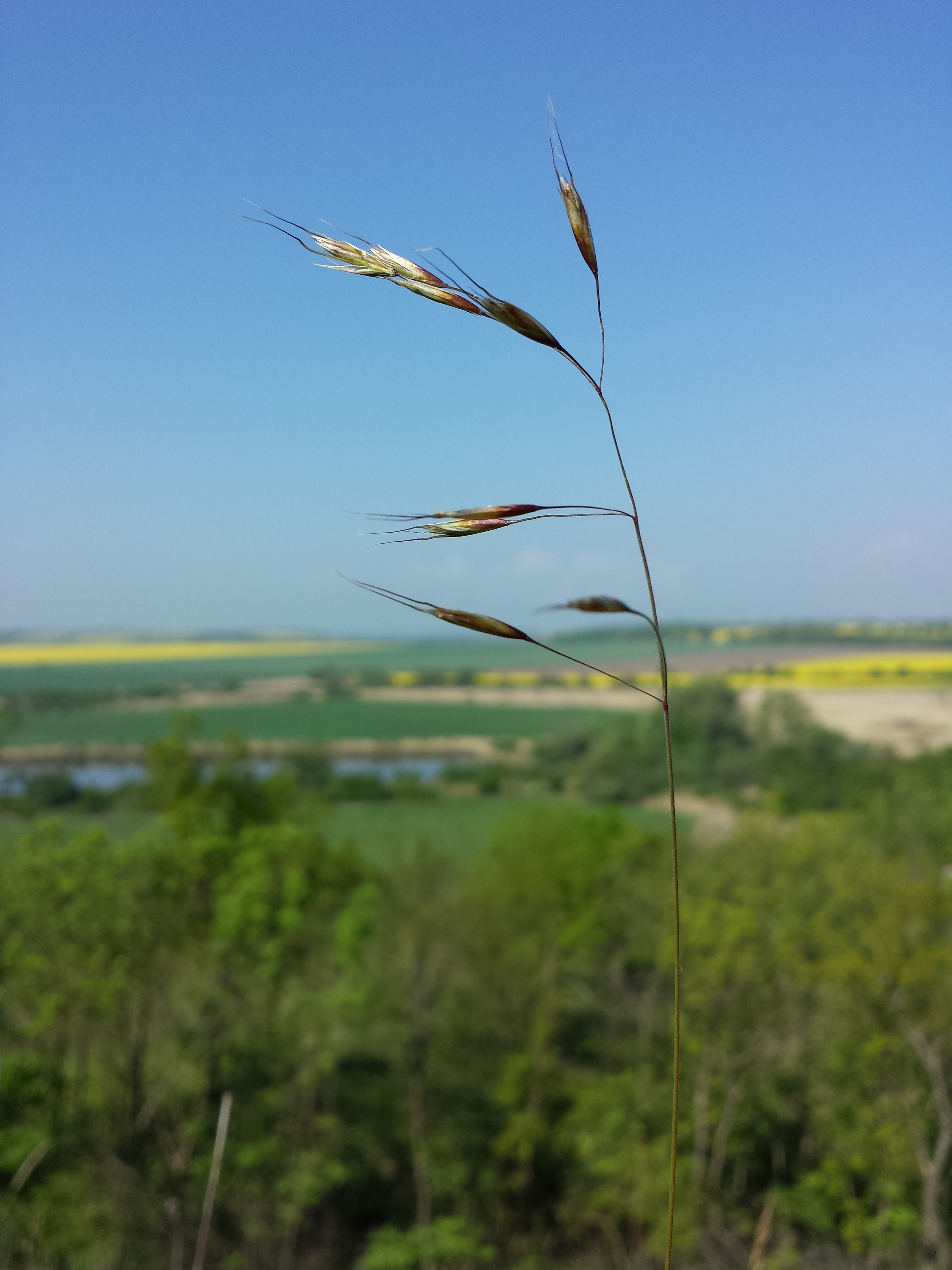
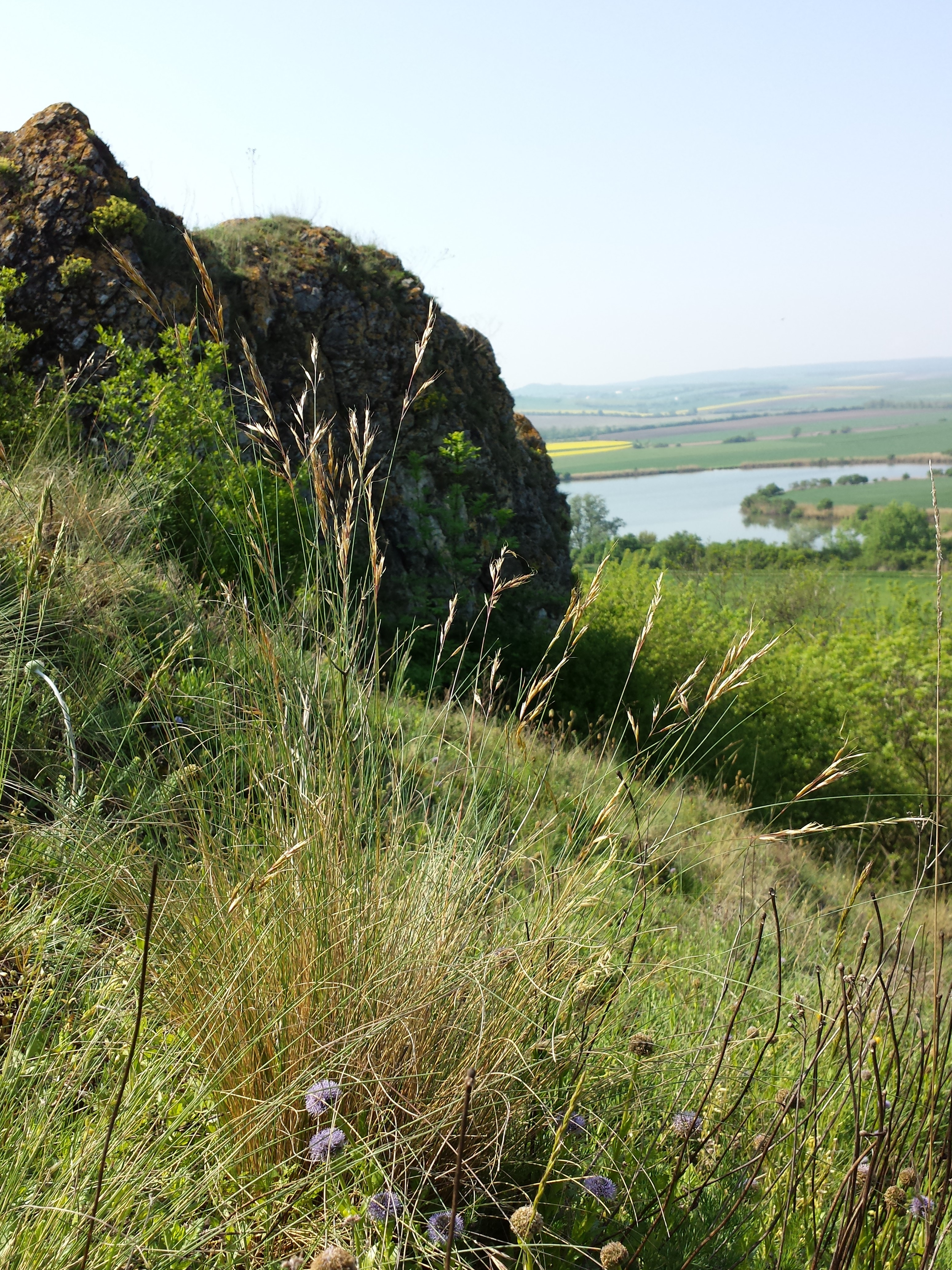
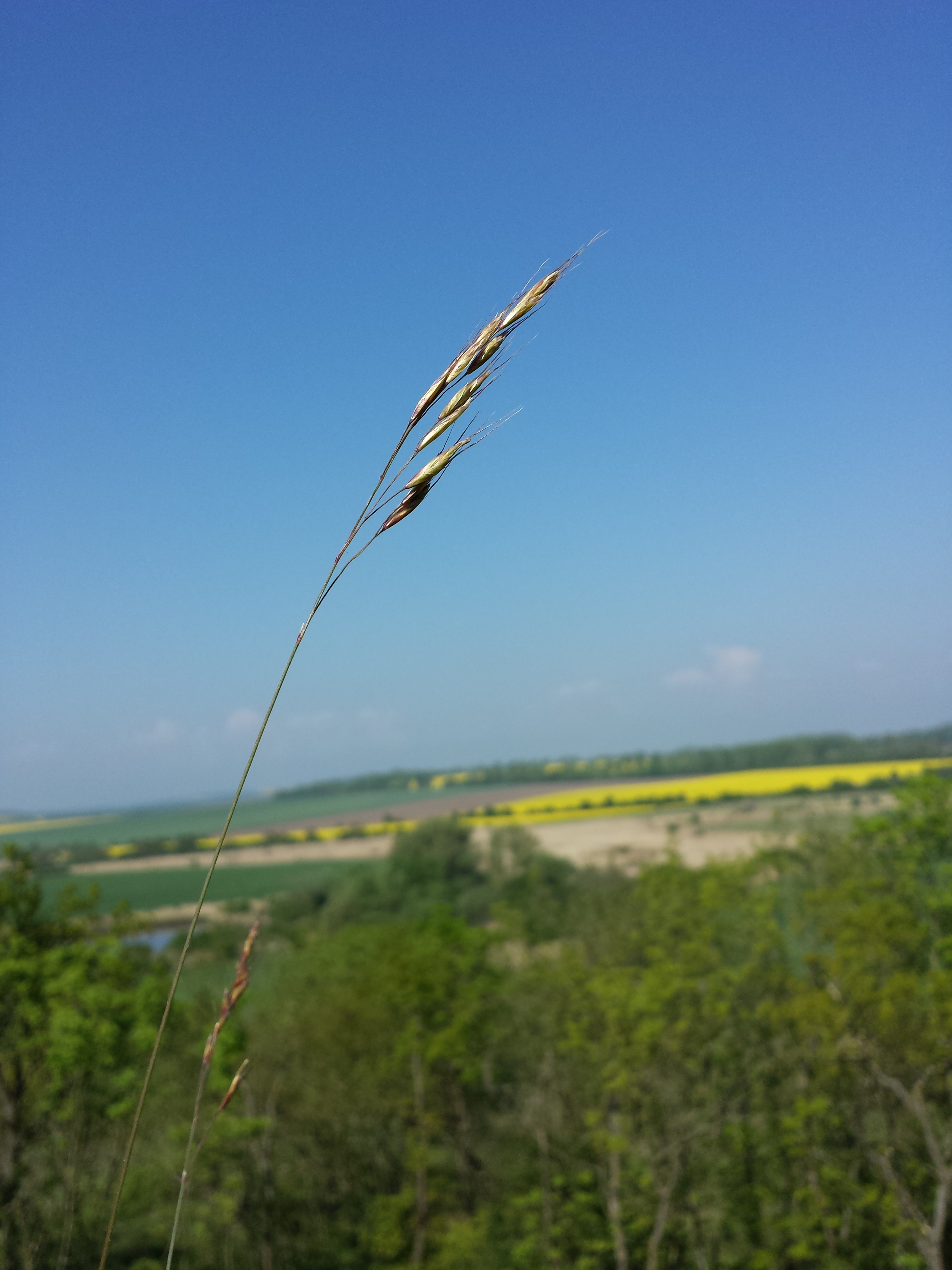
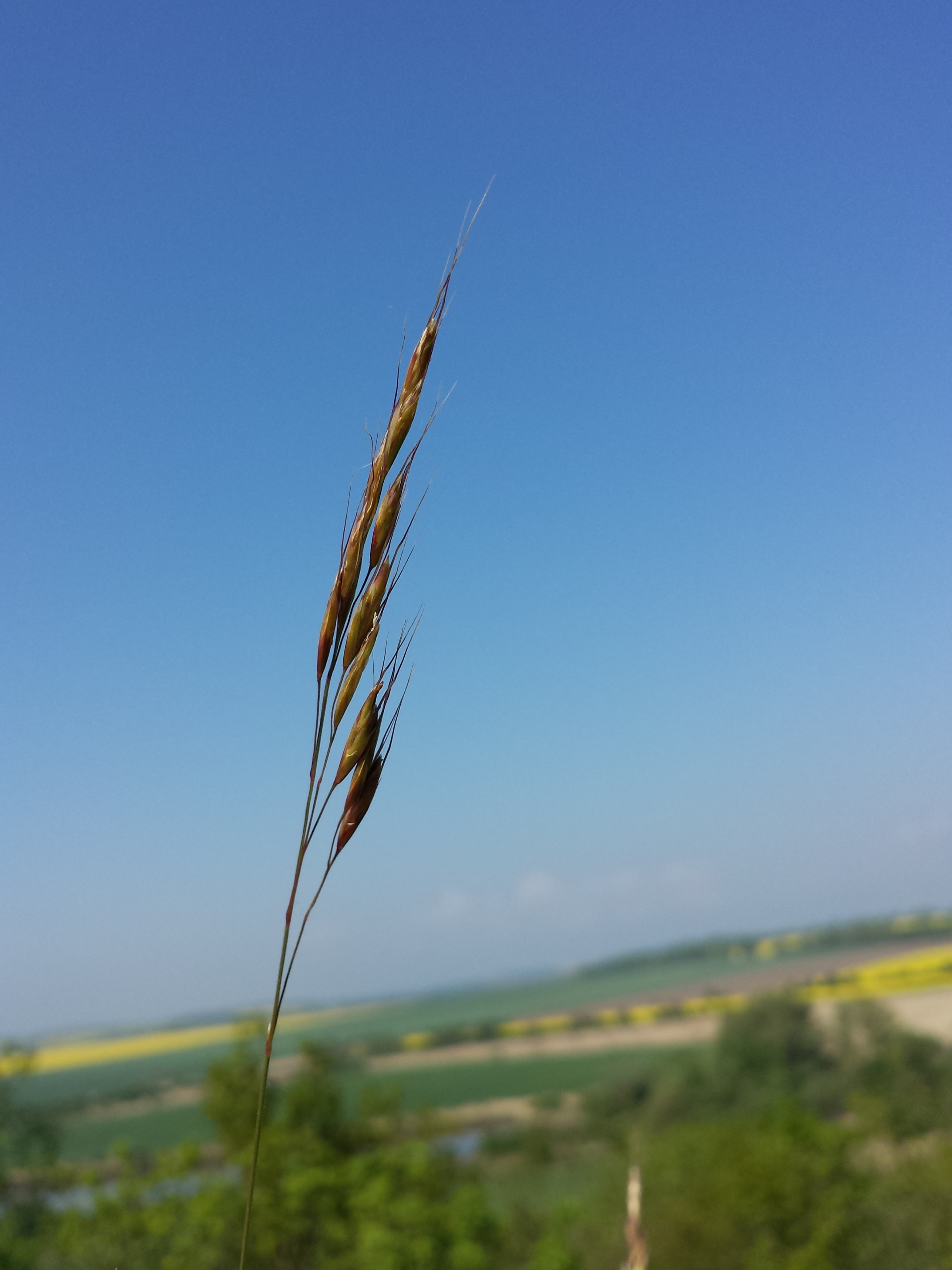
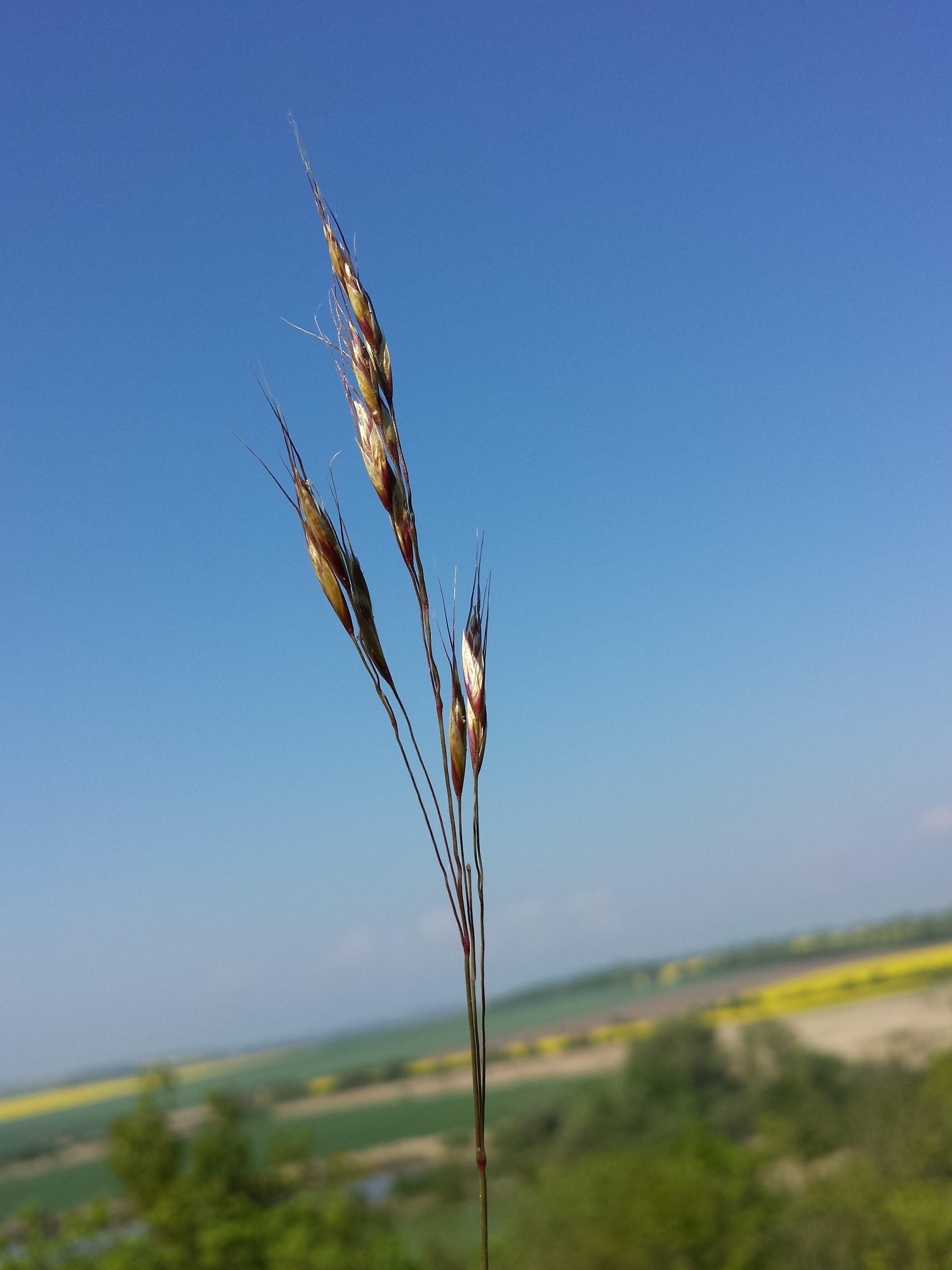

## Arter (urval)
- H. altius
- H. bromoides
- H. compressum
- H. decorum
- H. desertorum
- H. hookeri
- H. mongolicum
- H. planiculme
- H. pratense  - ängshavre
- H. pubescens - luddhavre
- H. schellianum
- H. sedenense
- H. sempervirens - silverhavre
- H. sulcatum
- H. tibeticum
- H. turgidulum
- H. versicolor
- H. virescens

## Dottertaxa tillHelictotrichon, i alfabetisk ordning[1]
- Helictotrichon adzharicum
- Helictotrichon aetolicum
- Helictotrichon agropyroides
- Helictotrichon alpinum
- Helictotrichon altius
- Helictotrichon angustum
- Helictotrichon arctum
- Helictotrichon argaeum
- Helictotrichon armeniacum
- Helictotrichon barbatum
- Helictotrichon blavii
- Helictotrichon breviaristatum
- Helictotrichon bromoides
- Helictotrichon burmanicum
- Helictotrichon canescens
- Helictotrichon cantabricum
- Helictotrichon capense
- Helictotrichon cincinnatum
- Helictotrichon compressum
- Helictotrichon convolutum
- Helictotrichon crassifolium
- Helictotrichon cycladum
- Helictotrichon dahuricum
- Helictotrichon decorum
- Helictotrichon delavayi
- Helictotrichon desertorum
- Helictotrichon dodii
- Helictotrichon elongatum
- Helictotrichon fedtschenkoi
- Helictotrichon filifolium
- Helictotrichon galpinii
- Helictotrichon gervaisii
- Helictotrichon gonzaloi
- Helictotrichon hackelii
- Helictotrichon hideoi
- Helictotrichon hirtulum
- Helictotrichon hissaricum
- Helictotrichon hookeri
- Helictotrichon imberbe
- Helictotrichon jahandiezii
- Helictotrichon junghuhnii
- Helictotrichon krischae
- Helictotrichon krylovii
- Helictotrichon lachnanthum
- Helictotrichon leianthum
- Helictotrichon leoninum
- Helictotrichon leve
- Helictotrichon longifolium
- Helictotrichon longum
- Helictotrichon macrostachyum
- Helictotrichon mannii
- Helictotrichon marginatum
- Helictotrichon milanjianum
- Helictotrichon mongolicum
- Helictotrichon mortonianum
- Helictotrichon murcicum
- Helictotrichon namaquense
- Helictotrichon natalense
- Helictotrichon neesii
- Helictotrichon newtonii
- Helictotrichon parlatorei
- Helictotrichon petzense
- Helictotrichon planiculme
- Helictotrichon planifolium
- Helictotrichon polyneurum
- Helictotrichon potaninii
- Helictotrichon pratense
- Helictotrichon pruinosum
- Helictotrichon pubescens
- Helictotrichon quadridentulum
- Helictotrichon quinquesetum
- Helictotrichon recurvatum
- Helictotrichon requienii
- Helictotrichon sangilense
- Helictotrichon sarracenorum
- Helictotrichon scabrivalve
- Helictotrichon schmidii
- Helictotrichon sedenense
- Helictotrichon sempervirens
- Helictotrichon setaceum
- Helictotrichon sumatrense
- Helictotrichon talaverae
- Helictotrichon tenuifolium
- Helictotrichon tianschanicum
- Helictotrichon tibesticum
- Helictotrichon tibeticum
- Helictotrichon turcomanicum
- Helictotrichon umbrosum
- Helictotrichon versicolor
- Helictotrichon yunnanense